# Renate Brausewetter
Renate Brausewetter (ur. 1 października 1905 w Máladze, zm. 20 sierpnia 2006 w Lienz am Rhein) – aktorka niemiecka.
Urodziła się i do 9. roku życia mieszkała w Hiszpanii, następnie przeniosła się razem z rodziną do Berlina. Za pośrednictwem starszego brata, aktora Hansa Brausewettera, nawiązała kontakt z kręgami artystycznymi. Była aktorką teatralną, a w 1925 debiutowała w drobnej roli w filmie Zatracona ulica u boku Grety Garbo.
Jej kariera filmowa okazała się krótka, zakończyła się już pod koniec lat 20. razem z erą kina niemego. Najbardziej znanymi filmami z jej udziałem były Geheimnisse einer Seele (1926, reż. Georg Wilhelm Pabst), Hanseaten (1925, reż Gerhard Lamprecht), Der alte Fritz (1928, reż. Lamprecht). Do wybuchu II wojny światowej mieszkała z trojgiem dzieci w Berlinie (z mężem, z zawodu chemikiem, rozeszła się). W kwietniu 1945 przeżyła śmierć brata Hansa, który zmarł od obrażeń odniesionych w czasie bombardowań.
Po raz ostatni wystąpiła w filmie w 1950 (Die Treppe w reżyserii Alfreda Brauna). Od 1972 mieszkała u rodziny w Lienz am Rhein, zmarła w sierpniu 2006 w wieku 100 lat.